# Breaking Point (1994)
Breaking Point is een Canadese direct-naar-video erotische thriller uit 1994 onder regie van Paul Ziller, met in de hoofdrollen Gary Busey, Kim Cattrall en Darlanne Fluegel.

## Verhaal
De jacht op een wrede seriemoordenaar genaamd "The Surgeon" kostte de ondertussen gepensioneerde agent Dwight Meadows zijn geestelijke gezondheid en zijn huwelijk. Het handelsmerk van "The Surgeon" was dat hij vrouwen stalkte en hun ruggengraat doorsneed, zodat ze bij bewustzijn bleven terwijl hun verlamde lichaam stikte.
Wanneer de seriemoordenaar weer opduikt in de straten van Seattle, keert Meadows met tegenzin terug om samen met rechercheur Dana Preston de seriemoordenaar te vangen. Die heeft het echter op Meadows' ex-vrouw Allison gemunt.

## Rolverdeling
| Acteur           | Personage                      |
| ---------------- | ------------------------------ |
| Gary Busey       | Dwight Meadows                 |
| Kim Cattrall     | Allison Meadows                |
| Darlanne Fluegel | Dana Preston / Molly Carpenter |
| Jeff Griggs      | Greg Pike                      |
| Blu Mankuma      | Marv Lockhart                  |
| Leam Blackwood   | Arthur                         |
| Laurie Briscoe   | Lynn Vickers                   |
| Michael Tiernan  | Ragway                         |
| Douglas Arthurs  | Det. Craig Van Zant            |
| Deryl Hayes      | Det. Harry Bosman              |
| Philip Granger   | Larry Gravis                   |
| Serge Houde      | IA investigator                |
| Stacy Grant      | Andi Lawrence                  |